# Haliclona elegans
Espèce
Synonymes
- Chalinodendron elegans Lendenfeld, 1887[2]

Haliclona elegans est une espèce de spongiaires de la famille des Callyspongiidae qui se rencontre dans le Sud-Est de l'Australie.

## Systématique
L'espèce Haliclona elegans a été initialement décrite en 1887 par Robert Lendlmayr von Lendenfeld sous le protonyme de Chalinodendron elegans.
Ne pas la confondre avec l'espèce Haliclona elegans (Bowerbank, 1866) qui est un taxon invalide, synonyme de Haliclona (Reniera) cinerea (Grant, 1826).